# Sílvia Soler i Guasch
Sílvia Soler i Guasch (Figueres, 5 d'octubre de 1961) és una periodista i escriptora catalana.

## Carrera periodística
El 1985 es va llicenciar en Ciències de la informació a la Universitat Autònoma de Barcelona. Exercí la seva primera feina a Ràdio Ciutat, de Badalona, on viu. Al llarg de la seva trajectòria laboral ha fet de redactora de programes de ràdio i de col·laboradora en diferents mitjans de comunicació com Catalunya Ràdio, entre els anys 1987-2003, Televisió de Catalunya i el diari Ara. Va ser guionista d'El matí de Josep Cuní de Catalunya Ràdio. Entre els programes en què ha treballat hi ha Diccionari dalinià, per commemorar l’Any Dalí; Estimada Rodoreda, Les Hores d’en Pla o Els Matins de TV3.

## Creació literària
Ha compaginat l'acivitat periodística amb la creació literària i la seva obra novel·lística s'ha traduït a múltiples idiomes: anglès, castellà, italià, francès i portuguès.
L’any 1984 va rebre el premi de narració Recull Francesc Puig i Llensa de Blanes, per l’obra Semblava de vidre. El 2003 obtingué el Premi andorrà Fiter i Rossell per l’obra Mira’m als ulls. Amb l’obra Petons de diumenge guanyà el 41è Premi Prudenci Bertrana de Novel·la l'any 2008.

## Vida personal
És germana de Blanca i Toni Soler i Guasch i filla de la poeta Carme Guasch.

## Obres[1][4]
Investigació i divulgació
- Àngel Casas Show: anecdotari secret (1983)
- El gust de ser mare  (2004)

Narrativa
- Arriben els ocells de nit (1985)
- Ramblejar (coautora,1992)

Novel·la
- El centre exacte de la nit (1992)
- El son dels volcans (1999)
- L'arbre de Judes (2001)
- Mira'm als ulls (2004)
- 39+1 (2005)(adaptada en format sèrie a TV3 el 2014)[6]
- 39+1+1: Enamorar-se és fàcil, si saps com (2007)
- Petons de diumenge (2008)
- Un família fora de sèrie (2010)
- Un creuer fora de sèrie (2011)
- L'estiu que comença (2013)
- Un any i mig (2015)
- Els vells amics (Columna, 2017)
- El fibló (Columna, 2019)[7]
- Nosaltres, després (2021)
- Estimada Gris (2023)[8]
- Cor fort (2025)

## Premis i reconeixements
- Recull - Francesc Puig i Llensa de narració 1984 per Semblava de vidre.[4]
- Premi Fiter i Rossell 2003 per Mira'm als ulls.[1]
- Premis Literaris de Girona - Prudenci Bertrana de novel·la 2008 per Petons de diumenge.[1]
- Premi Ramon Llull 2013 per L'estiu que comença.[5]